# Opodiphthera juriaansei
Opodiphthera juriaansei is een vlinder uit de familie van de nachtpauwogen (Saturniidae). De wetenschappelijke naam van de soort is voor het eerst geldig gepubliceerd in 1933 door van Eecke.